# Глинка, Малгожата
Малгожата Барбара Глинка-Могентале (пол. Małgorzata Barbara Glinka-Mogentale; 30 сентября 1978 года, Варшава) — польская волейболистка, нападающая, двукратная чемпионка Европы (2003 и 2005), лучшая волейболистка Европы 2003 года.

## Биография
Малгожата Глинка начинала спортивную карьеру в варшавском клубе «Скра» под руководством Теофиля Червиньского. К тому времени, когда он принимал Малгожату в команду, рост девушки уже составлял 1,74 м, но за одно лето, отдыхая на каникулах в детском лагере, она выросла сразу на 12 сантиметров. Очень стремительно раскрывался и спортивный талант Малгожаты Глинки: в 17-летнем возрасте, 5 июля 1996 года, она дебютировала в национальной сборной Польши в товарищеском матче против сборной Германии, в сентябре того же года в Анкаре стала бронзовым призёром молодёжного чемпионата Европы, а в 1999 году подписала контракт с клубом из Виченцы.
До Глинки никому из польских волейболисток не доводилось в столь молодом возрасте дебютировать в сильнейшей национальной лиге — итальянской серии A1, а несколькими годами позже по её пути пошла Катажина Сковроньская, также начинавшая играть в Варшаве и выступавшая на Апеннинах за те же клубы — «Виченцу» и «Асистел» из Новары.
В сентябре 2003 года в Анкаре Малгожата Глинка в составе сборной Польши стала победительницей чемпионата Европы. В полуфинальном пятисетовом матче против волейболисток из Германии, явившемся для полек наиболее трудным испытанием на турнире, Глинка набрала 40 очков, а по итогам всего чемпионата стала самым результативным игроком (144 очка в 7 матчах) и обладателем приза MVP. 12 октября на торжественной церемонии Volleyball Gala в Вене она была объявлена лучшей волейболисткой Европы 2003 года. Яркая игра Глинки на ноябрьском Кубке мира в Японии, где она снова стала MVP и самой результативной, не помогла сборной Польши занять высокое место — став восьмыми, подопечные Анджея Немчика не отобрались на Олимпийские игры в Афины и в дальнейшем на квалификационных турнирах также не смогли добиться этой цели.
26 июня 2004 года Малгожата Глинка вышла замуж за итальянского волейболиста Роберто Могентале, играть продолжала под прежней фамилией. Чемпионат Европы 2005 года принёс сборной Польши второе золото. Глинка и на этот раз была одной из лучших нападающих в составе победительниц, безупречно сыграв в том числе и в решающих матчах турнира в Загребе: в полуфинале со сборной России она набрала 23 очка, в финале с итальянками — 20. Через два года на континентальном чемпионате в Бельгии и Люксембурге сборная Польши была четвёртой, Малгожату Глинку признали лучшей в атаке.
В 2005—2008 годах Малгожата Глинка выступала в сильнейших клубах Франции и Испании. После Олимпийских игр-2008 в Пекине, где сборная Польши выступила неудачно, она прервала спортивную карьеру. В 2009 году родила дочь.
В 2010 году Малгожата Глинка вернулась в большую игру. В июне польская нападающая подписала контракт с турецким клубом «Вакыфбанк Гюнеш Сигорта Тюрк Телеком», в сентябре в составе сборной Польши стала победительницей и самым ценным игроком международного турнира «Мемориал Агаты Мруз-Ольшевской», а затем играла за сборную на чемпионате мира в Японии. В марте 2011 года в Стамбуле «Вакыфбанк» выиграл Лигу чемпионов. Глинка, ранее дважды игравшая в финалах, золотую медаль главного еврокубка завоевала впервые в карьере. Она же была удостоена награды MVP «Финала четырёх».
В сезоне-2012/13 в составе «Вакыфбанка» Малгожата Глинка стала победительницей чемпионата и Кубка Турции, Лиги чемпионов, то есть всех турниров, в которых участвовала её команда, не проигравшая ни одного из 47 матчей сезона. 28 июня 2013 года в Вене была награждена призом Европейской конфедерации волейбола за спортивное долголетие — Lifetime Award.
10 августа 2013 года Глинка подписала контракт с «Хемиком» из Полице, вернувшись в Польшу после 14 лет выступлений за рубежом, а 27 ноября объявила о намерении снова сыграть за национальную сборную. В январе 2014 года она была капитаном команды в матчах третьего отборочного раунда чемпионата мира в Лодзи, по итогам которого польки не смогли завоевать путёвку в финальный турнир мирового первенства. Всего за карьеру Глинка провела 286 матчей за сборную.
В обоих сезонах, проведённых в «Хемике», Малгожата Глинка становилась чемпионкой Польши. В августе 2015 года объявила о завершении спортивной карьеры.

## Достижения

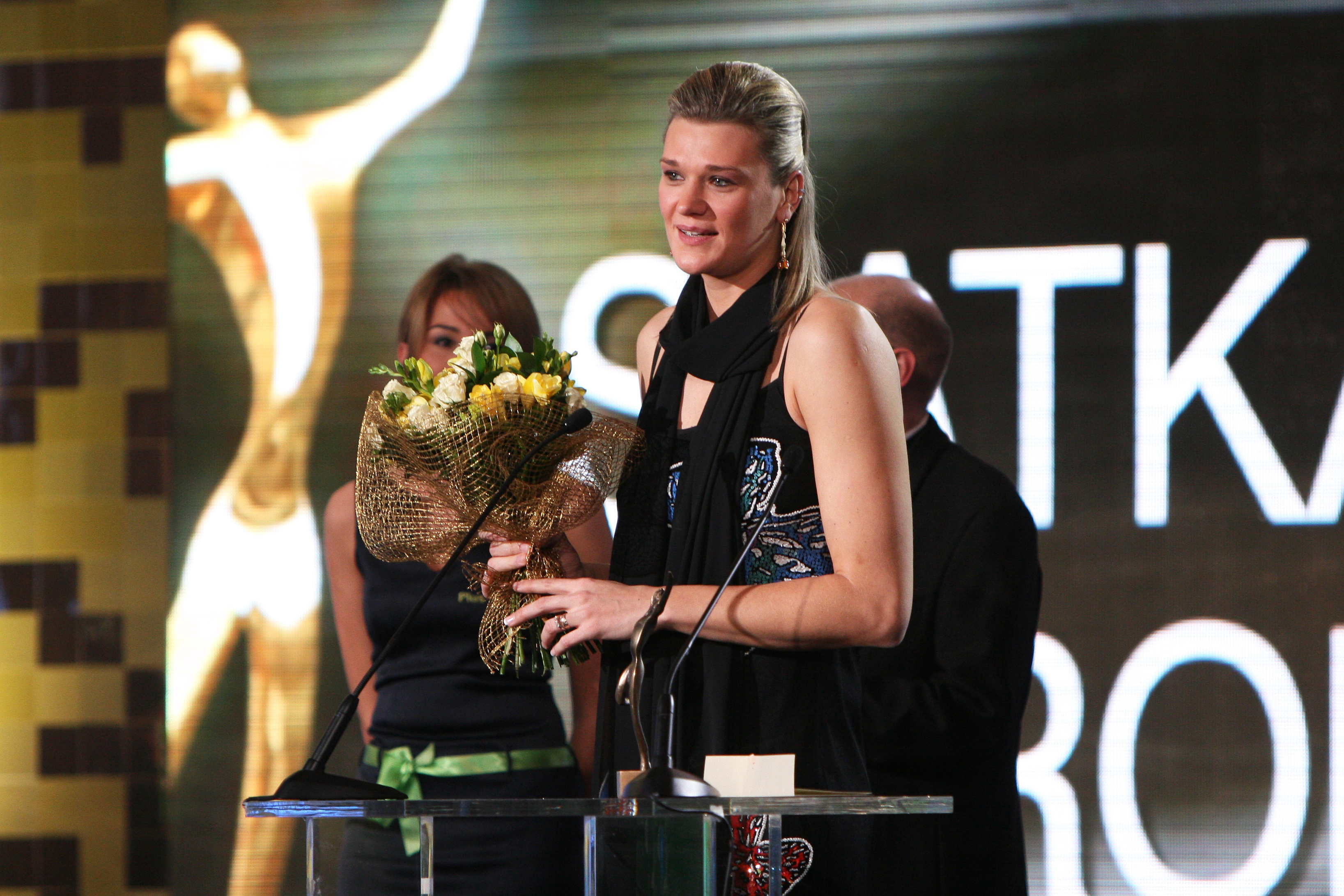
Малгожата Глинка на церемонии награждения лучших волейболистов Польши по итогам 2008 года

### Со сборными
- Бронзовый призёр чемпионата Европы среди молодёжных команд (1996).
- 2-кратная чемпионка Европы (2003, 2005).

### С клубами
- Чемпионка Польши (2013/14, 2014/15), серебряный призёр чемпионатов Польши (1996/97, 1997/98, 1998/99).
- Обладательница Кубка (1996/97, 2013/14) и Суперкубка Польши (2014).
- Обладательница Кубка (2003/04) и Суперкубка Италии (2001, 2003).
- Серебряный призёр чемпионата Италии (2003/04).
- 2-кратная чемпионка Испании (2006/07, 2007/08).
- Обладательница Кубка и Суперкубка Испании (2007).
- Чемпионка Турции (2012/13), серебряный призёр чемпионата Турции (2010/11, 2011/12).
- Обладательница Кубка Турции (2012/13).
- 2-кратная победительница (2010/11, 2012/13) и финалистка (2004/05, 2005/06) Лиги чемпионов.
- Обладательница Кубка CEV (2000/01) и Кубка Top Teams (2006/07).
- Финалистка клубного чемпионата мира (2011).

### Индивидуальные
- Лучшая нападающая молодёжного чемпионата мира (1997).
- MVP «Финала четырёх» Кубка CEV (2000/01)[16].
- MVP и самый результативный игрок чемпионата Европы (2003).
- Лучшая волейболистка Европы (2003).
- MVP и самый результативный игрок Кубка мира (2003).
- Лучшая нападающая чемпионата Европы (2007).
- MVP чемпионата Испании (2007).
- Лучшая нападающая мировой олимпийской квалификации (2008).
- Лучшая волейболистка 2008 года в Польше по результатам опроса Siatkarskie Plusy.
- MVP II Мемориала Агаты Мруз-Ольшевской (2010).
- MVP «Финала четырёх» Лиги чемпионов (2010/11).
- Приз Lifetime Award (2013).
- MVP Суперкубка Польши (2014).

## Государственные награды
- Кавалерский крест Ордена Возрождения Польши (22 ноября 2005) — за выдающийся вклад в развитие спорта[17].